# Matea Ferk
Matea Ferk (Rijeka, 8. lipnja 1987.), hrvatska alpska skijašica.

## Športska karijera
Počela je skijati s 3 godine. Članica je hrvatske skijaške reprezentacije od 10. godine. U mlađim kategorijama, postizala je dobre rezultate. Osvojila je 3. mjesto na natjecanju "Toppolino", a 2. mjesto u veleslalomu na natjecanju "Trofeo Pinocchio". Više puta bila je prvakinja i vice-prvakinja Hrvatskog skijaškog kupa. Debitirala je u Svjetskom skijaškom kupu u Aspenu, 27. studenog 2004. Nastupila je na Svjetskom skijaškom prvenstvu u Bormiju 2005. Sudjelovala je na Zimskim olimpijskim igrama u Torinu 2006. u slalomu, ali nije završila utrku.
U travnju 2010. čelnici hrvatskog alpskog skijanja isključili su Mateu Ferk iz A reprezentacije zajedno s Nikom Fleiss, Ivanom Ratkićem, Dankom Marinellijem i Sofijom Novoselić. Nakon te odluke Matea Ferk odlučila je pokušati nastaviti sijašku karijeru uz pomoć klubova i sponzora.

### Najzapaženiji rezultati u karijeri
(kraj sezone 2008./09):
- najbolji slalomski FIS bodovi karijere:

4. ožujka 2006. - Mt. St. Anne (QC, CAN) - FIS Junior World Ski Champ. - 5. mjesto (16.17 FIS bodova)
- najbolji veleslalomski FIS bodovi karijere:

28. ožujka 2006. - Innerkrems (AUT) - National Championships - 12th place (24.85 FIS bodova)

## Vanjske poveznice
- Matea Ferk na stranicama croski.hr